# Бервангер, Джей
Джон Джейкоб «Джей» Бервангер (англ. John Jacob «Jay» Berwanger; 19 марта 1914, Дубьюк, Айова — 26 июня 2002, Ок-Брук, Иллинойс) — американский футболист, тренер и судья, бизнесмен. Выступал на позициях хавбека, квотербека, пантера и кикера. На студенческом уровне играл за команду Чикагского университета. В 1935 году стал первым в истории обладателем Трофея Хайсмана, а в 1936 году был выбран под первым номером на первом в истории драфте Национальной футбольной лиги. В 1954 году он был избран в Зал славы студенческого футбола.
На профессиональном уровне Бервангер не выступал. В годы Второй мировой войны он служил на флоте. После возвращения в США открыл свой бизнес по производству комплектующих из резины и пластика. Компанию он продал в начале 1990-х годов за 30 млн долларов.

## Биография

### Ранние годы
Джон Бервангер родился 19 марта 1914 года в Дубьюке в штате Айова. Один из пяти детей в семье. Его отец был фермером и кузнецом. Во время учёбы в школе Дубьюка Бервангер принимал участие в соревнованиях по борьбе и лёгкой атлетике. В составе футбольной команды он играл хавбеком, лайнбекером, пантером и кикером. После выпуска его приглашали в Мичиганский и Миннесотский университеты, а также в университет Пердью. В этот период важную роль в судьбе Бервангера сыграл бизнесмен Айра Дэвенпорт, владевший компанией Dubuque Boats and Boiler Works.
Летом Бервангер работал у Дэвенпорта, а тот несколько раз возил его в Чикаго, где познакомил с Недом Мерриамом, тренером легкоатлетической команды Чикагского университета и участником Олимпиады 1908 года. Бервангеру предложили стипендию и тот согласился, решив, что в Чикаго у него будет больше возможностей завести нужные связи для последующего ведения бизнеса.

### Любительская карьера
Я никогда не встречал мальчишку или футболиста, которые были бы лучше, чем Джей Бервангер.
В команде Чикагского университета он дебютировал на второй год обучения. Действовавшие тогда правила студенческого спорта запрещали первокурсникам участвовать в соревнованиях. Бервангер играл на четырёх разных позициях. В своём первом сезоне он сыграл в пяти матчах, проведя абсолютно все розыгрыши в защите и в нападении. В команде он получил сразу несколько прозвищ: «Гений гридайрона» (англ. Genius of the Gridiron), «Банда из одного человека» (англ. One-Man Gang) и «Летучий голландец» (англ. Flying Dutchman), хотя корни у Бервангера были немецкие.
В 1934 году он начал играть ещё и квотербеком. В играх сезона Бервангер сделал восемь выносных тачдаунов, набрал 196 ярдов за четыре попытки паса. В игре против «Миннесоты», которая в том году выиграла национальный чемпионат, он только в первой половине игры сделал 14 захватов. На поле он выходил в шлеме с дополнительной защитой для носа, который ему дважды ломали. В прессе Бервангера часто называли «Человеком в железной маске» (англ. Man in the Iron Mask). Когда «Чикаго Марунс» обыграли «Индиану» 21:0 и на короткое время возглавили турнирную таблицу конференции Big Ten, он удостоился похвалы от звезды НФЛ Реда Грейнджа. Во встрече с «Мичиганом» Бервангер в игровом стыке ударил пяткой в лицо Джеральду Форду, будущему президенту США, у которого остался шрам на правой щеке. Команда закончила год на седьмой позиции, но Бервангер был включён в состав сборной звёзд NCAA по версии Фонда футбола имени Уолтера Кемпа.
В последний год студенческой карьеры Бервангер чаще играл на месте квотербека. Он меньше выносил, хотя в среднем набирал больше ярдов на попытку, чем раньше, и прибавил в пасовой игре. В последнем его матче команда обыграла «Иллинойс» со счётом 7:6. Бервангер занёс единственный тачдаун и забил экстрапойнт, набрав все семь очков. После игры газета Chicago Tribune вышла с заголовком «Бервангер 7, Иллинойс, 6». За время своей карьеры он набрал 1 839 ярдов выносом и сделал 22 тачдауна. По итогам сезона его включили в сборную звёзд NCAA по всем основным версиям, он получил приз Серебряный мяч, а также стал первым обладателем награды Спортивного Даунтаун-клуба Нью-Йорка, годом позже переименованной в Трофей Хайсмана. В поздравительной телеграмме Бервангер был назван «самым выдающимся игроком студенческого футбола к востоку от Миссисипи».
В 1936 году в Нью-Йорке состоялся первый в истории драфт НФЛ. На нём Бервангер был выбран под первым номером клубом «Филадельфия Иглз». Ему предложили контракт с заработной платой 150 долларов за игру. Для середины 1930-х годов это были хорошие условия, но Бервангер отказался, решив строить карьеру в другой области. Права на него были проданы клубу «Чикаго Беарс». Его владельцу Джорджу Халасу он выдвинул заведомо неприемлемые условия — двухлетний контракт на 25 тысяч долларов и гарантию неувольнения — и контракт подписан не был. В том же году Бервангер рассчитывал принять участие в Олимпийских играх в Берлине, но был вынужден отказаться от своих планов. Президент университета Роберт Хатчинс, презиравший спорт, поставил его перед выбором — Олимпиада или учёба и получение диплома.

### Дальнейшая жизнь
Окончив университет, Бервангер работал продавцом в компании по производству резины, получая 25 долларов в неделю. В годы Второй мировой войны он служил на флоте, получил звание лейтенант-коммандера. После возвращения он основал собственную компанию Jay Berwanger Inc., которая занималась производством пластиковых и резиновых комплектующих для автомобилей и сельскохозяйственной техники. Свой бизнес Бервангер продал в начале 1990-х годов, получив 30 млн долларов. Всё это время он рассматривал свой Трофей Хайсмана как дополнительный инструмент, открывавший некоторые двери.
С 1936 по 1939 год он вёл спортивную колонку в газете Chicago Daily News. Некоторое время Бервангер работал тренером и скаутом команды Чикагского университета. В течение четырнадцати лет он был одним из судей на играх конференции Big Ten.
В 1954 году Бервангера избрали в Зал славы студенческого футбола. Журнал Sports Illustrated в 1989 включил его в сборную звёзд NCAA, составленную к 25-летию издания.
В последние годы жизни Бервангер боролся с раком лёгких. Он умер 26 июня 2002 года в своём доме в Ок-Бруке в Иллинойсе в возрасте 88 лет.

### Семья
Первый раз Бервангер женился в 1940 году. В браке с Филомелой Бейкер у него было трое детей. Джон Джей Бервангер—младший окончил Чикагский университет и работал юристом. Второй сын, Кайлер, был консультантом по профориентации в школе. Дочь Хелен Бервангер-Тирни владела рестораном в Мичигане. В 1975 году Филомела умерла и Бервангер женился второй раз, на Джейн Темпл. Во втором браке детей у него не было. Джейн умерла в 1988 году.